# Автострада (фильм, 1997)
«Автострада» (англ. Quicksilver Highway) — американский телефильм ужасов 1997 года режиссёра Мика Гарриса. Фильм состоит из двух историй, которые являются экранизациями рассказов Клайва Баркера «Политика тела» и Стивена Кинга «Клацающие зубы». Премьера фильма состоялась 13 мая 1997 года.

## Сюжет

### «Политика тела»
Преуспевающий пластический хирург рад своему хорошему положению и достатку, но однажды руки хирурга перестают слушаться хозяина: во время операции рука со скальпелем самопроизвольно бросает его об стену. Далее руки хирурга убивают его жену. Наконец, одна рука отрезает другую. Отрезанная рука стала бегать по полу на своих пальцах и разговаривать с другой рукой. Потом она убегает с целью организовать восстание и вернуться.

### «Клацающие зубы»
Мужчина спешит на день рождения к своему сыну. В одной из придорожных закусочных старик-владелец вручает мужчине в качестве подарка сыну игрушку в виде клацающих зубов, которые, однако, не клацают. После этого мужчина направляется дальше, но по пути подбирает автостопщика — молодого парня, который оказывается бандитом: он достает нож и начинает угрожать водителю. Тот, в свою очередь, решив поблефовать, вдавливает педаль газа, в результате чего машина оказывается в кювете. И водитель, и бандит получают лёгкие травмы, но клацающие зубы не собираются мириться с таким исходом дела.

## В ролях
| Актёр               | Роль                              |
| ------------------- | --------------------------------- |
| Кристофер Ллойд     | Аарон Квиксильвер                 |
| Мэтт Фрюэр          | Чарли / доктор Чарльз Джордж      |
| Рафаэль Сбардж      | Керри Паркер/Билл Хоган           |
| Мисси Крайдер       | Оливия Хэрмон Паркер / Лита Хоган |
| Сайлас Уэйр Митчелл | Брайн Адамс                       |
| Билл Нанн           | Лен                               |
| Вероника Картрайт   | Мира                              |
| Билл Болендер       | Scooter                           |
| Амелия Хейнл        | Дарлин                            |
| Кевин Гревье        | сержант полиции                   |
| Клайв Баркер        | анестезиолог                      |
| Констанс Зиммер     | пациентка                         |
| Мик Гаррис          | доктор                            |